# Bertrand Barère de Vieuzac

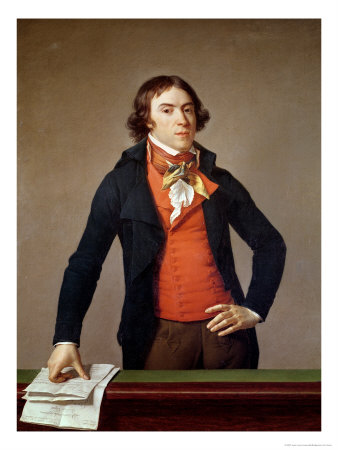
Portret van Bertrand Barère de Vieuzac door Jean-Louis Laneuville omstreeks 1790 (Kunsthalle Bremen)

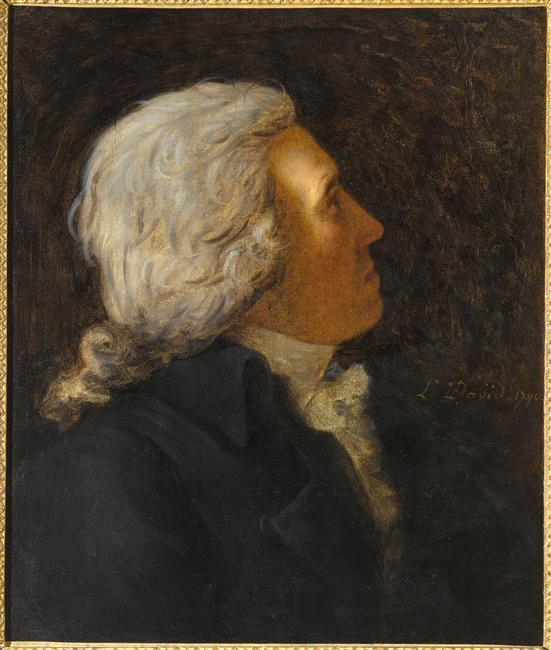
Portret door Jacques-Louis David, 1790 (Musée national du Château de Versailles)

Bertrand Barère de Vieuzac (Tarbes, 10 september 1755 - Tarbes, 15 januari 1841) was een Frans revolutionair en politicus, die tijdens de Franse Revolutie als afgevaardigde het departement Hautes-Pyrénées in de Nationale Conventie vertegenwoordigde.

## Leven
Zijn vader was de sénéchal van Tarbes (Bigorre), die een klein stuk grond met huis bij Vieuzac bezat en waarnaar hij zich Barère de Vieuzac liet noemen. Barère studeerde rechten in Toulouse en was vervolgens werkzaam als advocaat in het Parlement van Toulouse en de Cour du Sénéchal van Bigorre.
Hij nam aan de redactie van de Cahiers de doléances deel en werd als afgevaardigde van de Derde Stand in de Staten-Generaal verkozen en vervolgens verkozen om in de Constituante te zetelen. Hij speelde een beslissende rol bij de oprichting van het departement Hautes-Pyrénées. Hij gaf het dagblad Le Point de Jour uit en werd door Hautes-Pyrénées afgevaardigd. Barère was ook een van de oprichters van de Club van de Feuillants, verliet deze echter kort daarop weer, om naar de Jakobijnen terug te keren.
Als afgevaardigde van de Nationale Conventie, leidde hij deze toen het proces tegen de koning begon. Hij ging tot de bevraging over en stemde voor de doodstraf zonder uitstel. Hij bestreed de toenemen invloed van de Parijse Commune van 1792 en eiste de vervolging van de aanstichters van de Septembermoorden.
Hij werd op grond van zijn grote werkethiek en retorische talent op 13 april 1793 tot lid van het eerste Comité de salut public verkozen. In de zitting van de Nationale Conventie van 31 juli 1793 werd er, nadat Barère dit had voorgesteld, besloten alle koninklijke graven van Saint-Denis te openen en vernietigen, en de uit de graven gewonnen metalen aan te wenden om de Revolutionaire Oorlogen te bekostigen. Barère was een vijand van Danton; hij en Robert Lindet waren de enigen, die na de herverkiezing van de vordering. Barère werd met het buitenlands beleid belast. Hij zou op 8 pluviôse (27 januari) 1794 pleiten voor het Frans als enige toegestane taal in Frankrijk met de uitspraak: Citoyens, la langue d'un peuple libre doit être une et la même pour tous. (“Burgers, de taal van een vrij volk moet voor allen één en dezelfde zijn.”).
Op 9 Thermidor (1794) nam hij actief deel aan de omverwerping van het Terreur van Robespierre. Nadat hij kort daarop was gearresteerd en tot deportatie naar Guyana veroordeeld, wist hij te ontsnappen, terwijl hij op het Île d’Oléron was geïnterneerd. Hij moest ondergronds gaan en kon pas na de Staatsgreep van 18 Brumaire terug boven water komen. Hij bood zijn diensten aan Napoleon Bonaparte aan, die hem met het opstellen van een wekelijks verslag over de publieke opinie en mening belastte.
Tijdens de Restauratie ging Barère naar België in ballingschap en keerde pas onder de regering van Lodewijk Filips terug naar Frankrijk. Tijdens de julirevolutie (1830) werd hij als afgevaardigde verkozen. Hij stierf op 15 januari 1841 als laatst overgebleven lid van het Comité de salut public.